# Latouchia cryptica
Latouchia cryptica là một loài nhện trong họ Ctenizidae.
Loài này thuộc chi Latouchia. Latouchia cryptica được miêu tả năm 1897 bởi Eugène Simon.